# 克利莫夫海崖
74°52′S 114°2′W / 74.867°S 114.033°W
克利莫夫海崖（英語：Klimov Bluff）是南極洲的海崖，位於瑪麗伯德地的沃爾格林海岸，處於布雷山東南面3公里，是詹金斯高地的東南端，美國地質調查局根據測量和該國海軍的空中照片繪入地圖，現時由南極條約體系管理。